# Метрополитен Малаги
Метро Малаги, Метротрам Малаги (исп. Metro de Málaga) — частично подземная легкорельсовая транспортная система в испанской Малаге, близкая к скоростному трамваю и именуемая «метро», по сути не являясь метрополитеном. Метро официально открыто 30 июля 2014 года.

## История
В конце 1990-х годов появились планы строительства в Малаге скоростного трамвая с целью решения растущих транспортных проблем. Изначально планировалось, что трамвай будет наземным, однако вскоре стали очевидны преимущества подземного трамвая. Несмотря на высокую стоимость строительства, было решено строить подземный трамвай, чтобы сохранить исторический ландшафт города. В 2005 году было официально объявлено о начале строительства метро в Малаге, первоначальная дата открытия которого была намечена на 11 ноября 2011 года. Метро начало эксплуатироваться 30 июля 2014 года.

## Планы

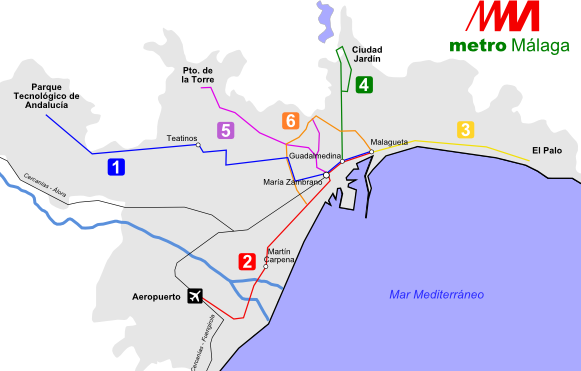
План дальнейшего развития

Линия 1 имеет длину 6,7 км. Она начинается на станции «Эль-Перчель» и идёт на запад города, конечная остановка находится у кампуса университета.
Длина линии 2 составляет 4,6 км. Она также начинается на станции «Эль-Перчель» и идёт вдоль средиземноморского побережья на юго-запад города. К востоку от станции «Эль-Перчель» строится общий подземный участок обеих линий с двумя станциями. Он пройдёт под рекой Гуадальмединой и на полуостров Малагета. В более отдалённой перспективе планируется продлить линию 2 до аэропорта Малаги.
Существует план строительства линии 3, которая соединит центр города с восточным пригородом Эль-Пало. В долгосрочной перспективе планируется построить транспортную сеть из шести линий, одна из которых будет кольцевой.